# John Vesey (4e vicomte de Vesci)
John Robert William Vesey, 4e vicomte de Vesci (21 mai 1844 - 6 juillet 1903) "Yvo", est un pair anglo-irlandais et un officier de l'armée britannique. 

## Biographie
Il est le fils aîné et héritier de Thomas Vesey (3e vicomte de Vesci) (décédé en 1875) et de sa femme Emma Herbert (1819-1884), plus jeune fille de George Herbert (11e comte de Pembroke). En 1863, il est nommé dans les Coldstream Guards. Il est promu capitaine en 1866 et lieutenant-colonel en 1876. Le 23 décembre 1875, il succède à son père dans ses titres de la pairie d'Irlande. Il prend sa retraite de l'armée en 1883. Le 8 novembre 1884, il est créé baron de Vesci, de l'abbaye de Leix dans le comté de Queen's dans la pairie du Royaume-Uni, lui donnant ainsi un siège à la Chambre des lords. Entre 1883 et 1900, il est Lord Lieutenant du comté de Queen's. 

## Mariage et enfants
Le 4 juin 1872, il épouse Evelyn Charteris, fille aînée de Francis Charteris (10e comte de Wemyss) et de sa femme Anne Frederica Anson, dont il a une fille et unique héritière: 
- Mary Gertrude Vesey (10 avril 1889-28 novembre 1970), qui épouse Aubrey Herbert (1880-1923) de Pixton Park dans le Somerset, deuxième fils de Henry Herbert (4e comte de Carnarvon).

Il meurt en 1903 sans laisser de fils et sa pairie britannique s'éteint, tandis que ses titres irlandais passent à son neveu, Yvo Vesey, 5e vicomte de Vesci. 